# سالي بيروني
سارة نيتلتون سالي بييروني 10 فبراير 1921 - 22 يونيو 2018 كانت مديرة فنية أمريكية  لخطة مارشال والتي عملت في عام1952لدى السفارة الأمريكية في باريس لإنشاء ملصقات وكتيبات وعروض للمساعدة في إعادة بناء أوروبا بعد الحرب العالمية ثانيا

## روابط خارجية
- سيرة ميشيل كاسو .
- نيلي، جيمي توبياس: "شاب في الفن - بينما تستقر سالي بييرون في الثمانينات من عمرها، فإن معرضها الفني الأول منذ 50 عامًا يقول كل شيء"، مراجعة المتحدث الرسمي ، 19 مارس 2006.
- ويبستر، دان: "لا يُسمح بالأسرار"، The Spokesman-Review ، 23 فبراير 2008 .
- لانجر، كاساندرا: مراجعة كتاب الغرب الأوسط، مارس 2008 .
- هير، لوري: "صورة شخصية لفنان"، مجلة ELDR ، ربيع 2008، الصفحات 28-31 .
- "عرض الشرائح: لوحات سالي"، مجلة ELDR، ربيع 2008 .
- برنامج إذاعي يزداد جرأة، مقابلة مع سالي بييرون، 12 يوليو 2008 .
- لادون، جودي: "الملاك ذو الرداء الأحمر"، Setthestageforsuccess.com، 31 أغسطس 2008 .
- سارجنت، جوزيف شيرمان: "ركن المؤلف: السيدة سبوكان الكبرى سالي بييرون والمؤلفة جودي لادون"، راديو KYRS، 15 نوفمبر 2008 .